# Stora Sundby, Eskilstuna kommun
Stora Sundby är en bebyggelse strax väster om Stora Sundby slott och öster om riksväg 56 i Öja socken i Eskilstuna kommun. Från 2015 avgränsade SCB här en småort. Vid avgränsningen 2020 hade antalet bosatta minskat till förre än 50 och småorten avregistrerades